# Indiculus superstitionum et paganiarum

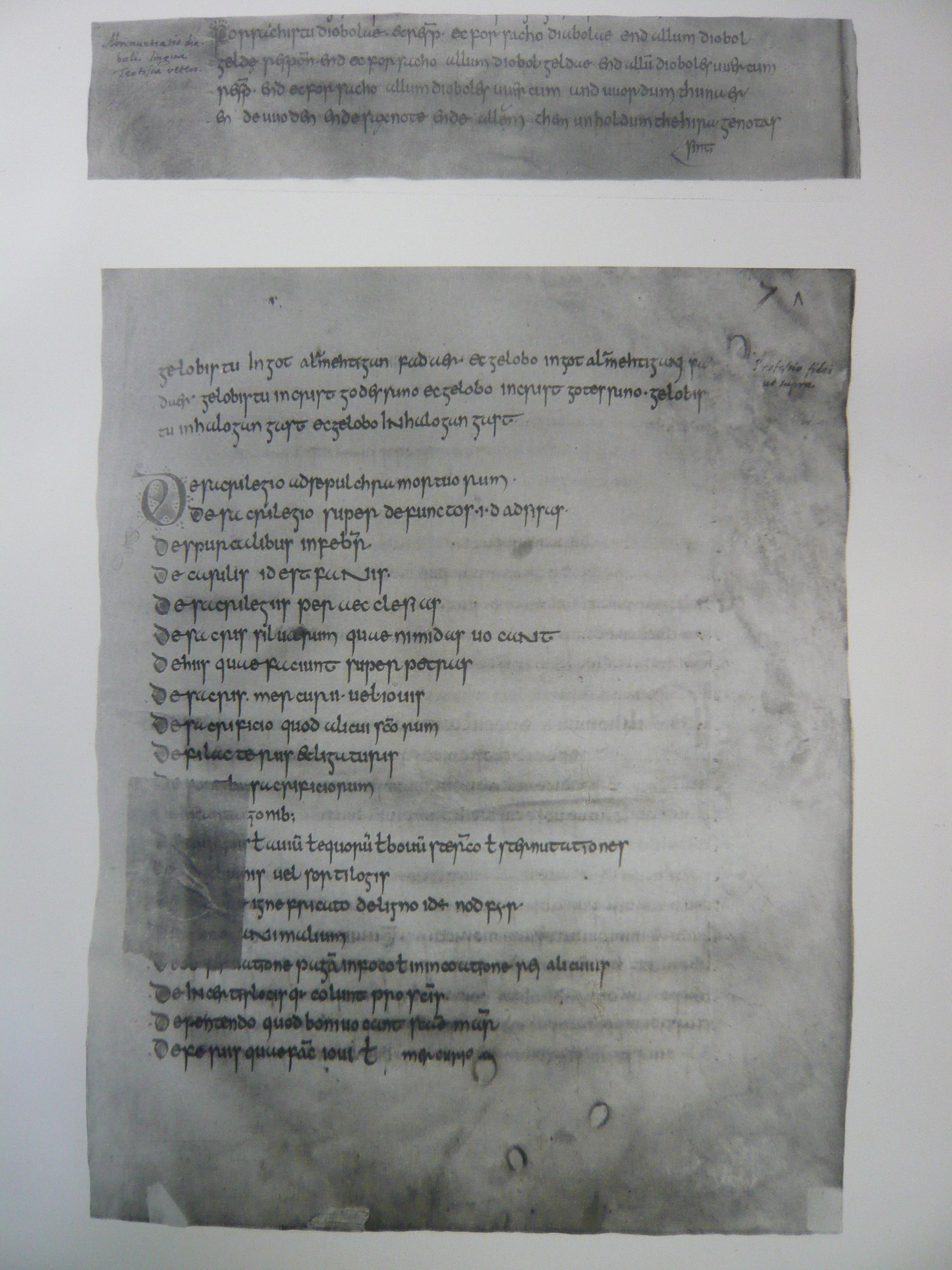
Il voto battesimale in antico sassone: "Forsachistu diobolae?. " (Hai rinunciato al diavolo?) e " gelobistu in got alamehtigan fadaer " (credi in Dio Padre onnipotente). Didascalia di sinistra in una scrittura successiva: "Abrinunciatio diaboli lingua Teotisca veter" (= abiurazione del diavolo in tedesco antico). Sotto il voto battesimale in latino un'enumerazione delle prime 20 pratiche nellIndiculus superstitionum et paganiarum.

L'indiculus superstitionum et paganiarum (in italiano Piccolo indice di superstizioni e paganesimo) è una raccolta latina di capitolari che identificano e condannano credenze superstiziose e pagane presenti nel nord della Gallia e tra i sassoni durante il periodo della loro sottomissione e conversione da parte di Carlo Magno.
Del manoscritto originale rimane solo la copertina, che elenca trenta capitoli. Il manoscritto è conservato nella Biblioteca Vaticana in una raccolta (Codex Palatinus Latinus 577): il manoscritto probabilmente proviene da Fulda e quindi viaggiò a Magonza, arrivando lì nel 1479. Da Magonza venne spostato alla Biblioteca Palatina di Heidelberg e arrivò a Roma al massimo nel 1623. Prima dell'Indiculus vi è il cosiddetto voto battesimale in antico Sassone. Il testo è presente nella Monumenta Germaniae Historica, all'interno del Karlomanni Principis Capitulare.

## Data e contesto di composizione
Il Codex Palatinus Latinus 577 sembra essere stato copiato attorno all'800 a Fulda oppure a Magonza. Lo studioso Alain Dierkens sostiene, sulla base della scelta delle parole (la corrispondenza tra la frase superstitionem et paganiarum e la dizione usata da san Bonifacio nella sua lettera al Papa Zaccaria del 742) e sulla base di un confronto tra il contenuto dell'Indiculus e le conclusioni del Concilium Germanicum (744), che l'Indiculus fu effettivamente aggiunto o parte delle decisioni prese al Concilium Germanicum e ai due conseguenti sinodi franchi a Estinnes e Soissons. In altre parole, il Codex non era il prodotto di uno scriba della fine del VII secolo a Fulda, né i divieti erano mirati specificamente o esclusivamente ai sassoni.

## Significato
L'indice fornisce preziose informazioni sulla cultura religiosa dei sassoni pagani (dal punto di vista cristiano) e sulle pratiche quotidiane dei missionari cristiani che lavoravano in quella zona. Dal momento che il codice è più o meno contemporaneo all'apostolato di san Bonifacio in Germania, questo è definito "influenza guida" sull'indice. Secondo Alain Dierkens, l'Indiculus, che secondo lui venne prodotto all'interno dell'entourage di Bonifacio, evidenzia la pratica in corso di pratiche precristiane, tra cui divinazione, uso di amuleti, magia e stregoneria, e suggerisce che la chiesa permise o trasformò alcune pratiche che non era stato in grado di estirpare.

## Edizioni
- "Forma Abrenuntiationis diaboli; Indiculus superstitionum et paganiarum". Georg Heinrich Pertz, Capitularia regum Francorum, Vol. 1. MGH, 1835, pp. 19-20.